# Municipio de North Union (condado de Schuylkill)
El municipio de North Union (en inglés: North Union Township) es un municipio ubicado en el condado de Schuylkill en el estado estadounidense de Pensilvania. En el año 2000 tenía una población de 1.225 habitantes y una densidad poblacional de 23 personas por km².

## Geografía
El municipio de North Union se encuentra ubicado en las coordenadas 40°45′06″N 76°23′59″O / 40.75167, -76.39972.

## Demografía
Según la Oficina del Censo en 2000 los ingresos medios por hogar en la localidad eran de $34,659 y los ingresos medios por familia eran $42,262. Los hombres tenían unos ingresos medios de $31,506 frente a los $22,188 para las mujeres. La renta per cápita para la localidad era de $17,108. Alrededor del 9,1% de la población estaban por debajo del umbral de pobreza.